# بازاریابی پارتیزانی

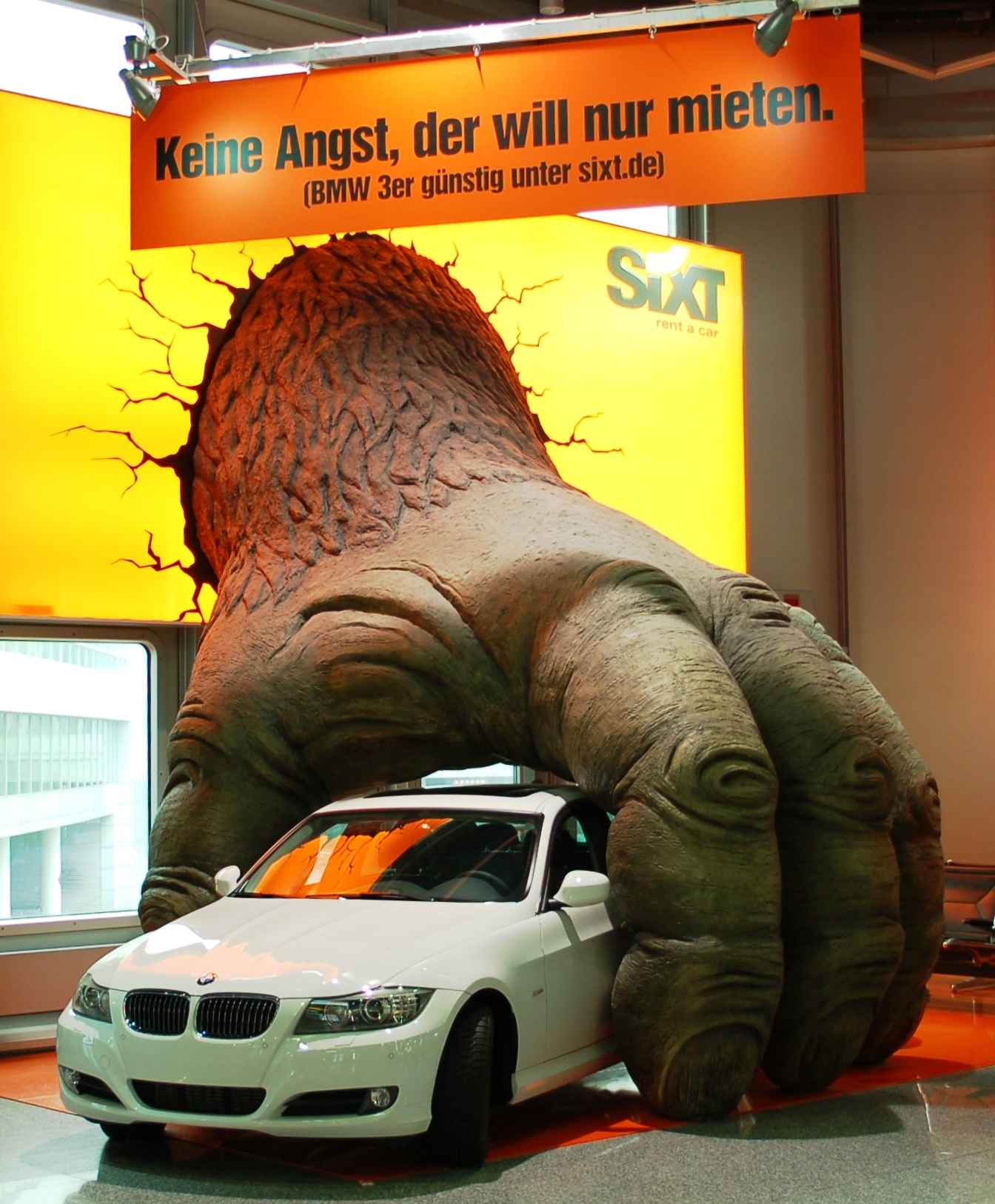
تبلیغ خلاقانه و در عین حال غافل گیرانه شرکت BMW

بازاریابی پارتیزانی یا بازاریابی چریکی (به انگلیسی: Guerilla Marketing) یک استراتژی تبلیغاتی است که در آن یک شرکت از تعاملات غافلگیرانه یا غیر متعارف برای تبلیغ یک محصول یا خدمت استفاده می‌کند. این کار نوعی نامورسازی است. این اصطلاح پس از کتاب جی کنراد لوینسون تحت عنوان بازاریابی چریکی که در سال ۱۹۸۴ منتشر شد، رایج گردید.
بازاریابی چریکی برای برقراری ارتباط مستقیم با مشتریان، از چندین روش و تکنیک استفاده می‌کند. یکی از اهداف این تعامل ایجاد واکنش عاطفی در مشتریان است و هدف نهایی بازاریابی این است که مردم محصولات یا مارک‌های خود را به روشی متفاوت از آنچه که عادت دارند به خاطر بسپارند.البته در این روش باید به سلیقه مشتری نوع تفکر مشتریان هدف و محل وموقعیت و زمان انجام این روش دقت کامل نمود زیرا گاهی اوقات این مدل تبلیغات اگر درزمان و مکان دقیق انجام نشود نتیجه عکس میدهد وشاید حتی منجر به هدر رفت هزینه تبلیغات شما هم شود
بازاریابی پارتیزانی یک مدل نیست بلکه یک ایده لوژی است برای درگیر کردن مخاطبان با حس و انگیزه های بالاتری که در آن لحظه توقع درگیر شدن با آن را ندارد ولی بسیار کار پیچیده و وابسته به درک مخاطبان و فرهنگ غالب در آن کشور است

## انواع مختلف بازاریابی پارتیزانی
یکی از ویژگی‌های بارز و کلیدی که هر تبلیغ چریکی باید دارا باشد، غیرمنتظره و خلاق بودن است. در واقع همین ویژگی یا بهتر است گفت مزیت غیره منتظره بودن است که منجر به عکس العمل‌های عاطفی چون خنده، شوک و ناراحتی می‌شود. می‌توان با استفاده از گوریلا مارکتینگ یا در واقع همان بازاریابی پارتیزانی، کاملاً به نفع یک کسب و کار استفاده کرد و به ارتقاء یک برند خاص کمک شایانی نمود.
آژانس‌های تبلیغاتی از طریق ایده‌های خلاق و غیره منتظره که به‌طور شگرفی یک محصول خاص را به زندگی روزمره مردم مرتبط می‌کند، عکس العمل‌هایی چون گریستن، خندیدن، تعجب کردن و … را در مخاطب ایجاد و از این واکنش‌های طبیعی به نفع یک برند خاص استفاده می‌کنند. تبلیغات پارتیزانی از تنوع بسیار زیادی برخوردار است که در ادامه به بررسی تمام انواع آن می‌پردازیم.

### - بازاریابی پارتیزانی محیطی (Ambient marketing)
بازاریابی پارتیزانی محیطی نوعی از تبلیغات چریکی بوده و برای کسب و کارهایی که در مرحله آگاهی برند به سر می‌برند، بسیار مناسب است. از طریق بازاریابی محیطی می‌توان یک برند خاص را بدون آنکه به‌طور ویژه و مستقیم به تبلیغ محصول پرداخته شود، معرفی کرد.برای مثال در این نوع بازاریابی در دستگیره اتوبوسها و متروها میتوان به معرفی برند یا محصول اقدام کرد .

### - بازاریابی پارتیزانی مردمی (Grassroots marketing)
همان‌طور که از عنوان آن پیداست، این نوع از بازاریابی پارتیزانی کاملاً مبتنی بر مردم است. در واقع باید حس محبوبیت و علاقمندی نسبت به یک برند، از طریق کمپین‌های مردمی منتقل شود. برخی از کمپین‌های مردمی یا بازاریابی پارتیزانی مردمی، دارای ویژگی‌های بازاریابی حضوری (مانند ارسال پیام‌های تبلیغاتی مربوط به کسب و کار شما) یا بازاریابی ویروسی (مانند تبلیغ سونی تولید شده توسط کاربر) می‌باشند. در واقع بازاریابی مردمی موفق، مبتنی بر ایجاد و شکل‌گیری روابط با مخاطبین است که تنها بر ارتباط شخصی تأکید دارد، نه انتشار پیام و امید به آنکه مشتریان بالقوه حتماً آن را ببینند.نمونه های موفق این نوع بازاریابی را میتوان در صفحات مجازی که به ذکر داستانهای نیکوکاری صاحبان برند میپردازند اشاره کرد .

### - بازاریابی پارتیزانی ویروسی (viral marketing)
یکی از پرکاربردترین و قابل توجه‌ترین شیوه‌های بازاریابی پارتیزانی، بازاریابی ویروسی است. بازاریابی ویروسی قابلیت آنکه برنامه‌ریزی یا پیشبینی شود را ندارد. یک تبلیغ ویروسی موفق از شبکه‌های ارتباطی موجود (شما به دو نفر از دوستان خود می‌گویید، آن دو به چند نفر دیگر و به همین صورت پیام بین مردم منتقل می‌شود) بدون نیاز به منابع زیاد دیگری استفاده می‌کند و تقریباً می‌توان گفت غیرقابل توقف است و تا مدت‌های دور نیز می‌تواند بین مردم دست به دست شود.

### - بازاریابی پارتیزانی حضوری (Presence marketing)
در واقع می‌توان گفت بازاریابی پارتیزانی حضوری، از مثل «از دل برود هرآنکه از دیده رود» گرفته شده‌است و تا حدودی هم می‌توان گفت مشابه بازاریابی محیطی است. بطورکلی احتمال به فراموشی سپردن برندهایی که حضور مداوم در بین مخاطبین دارند و همواره در معرض چشم آنها هستند، بسیارکم می‌باشد.
یکی از مزیت‌های بازاریابی پارتیزانی حضوری زنده نگه داشتن نام یک برند یا کمک به یک کسب‌وکارجدید برای ورود به بازار می‌باشد. از جمله مثال‌های بازاریابی محیطی می‌توان به قرار دادن محصولات در فیلم‌ها و نمایش‌های تلویزیونی، تبادل نظر در جشنواره‌ها و بازارهای محلی، به روز رسانی به‌طور منظم توییتر یا هر فعالیت دیگری که باعث شود نام محصول به‌طور روزانه و مکرر دیده شود یا تکرار شود، اشاره کرد. کسب‌وکارهای کوچک و کارآفرینان با بودجه‌های بازاریابی پایین معتقدند، بازگشت سرمایه بازاریابی حضوری بسیار قابل توجه می‌باشد.

### - بازاریابی پارتیزانی پوستری (Wild postings)
این سبک از بازاریابی پارتیزانی قدیمی بوده و تقریباً می‌توان گفت از بین رفته‌است. با این وجود تعداد محدودی از گروه‌ها و محصولات ایندیه (indie) همچنان برای آنکه تصویر ایندیه بودن خود را حفظ کنند به آن مشغول هستند. از جمله تبلیغات پارتیزانی پوستری (وحشی) می‌توان به نصب پوسترهای متفاوت و بزرگ بر روی دیوارها به منظور تبلیغ کنسرت یا تئاتر یا طراحی‌های بسیار خاص بر روی دیوارهای شهر، اشاره کرد.

### - بازاریابی از طریق بسته دستمال کاغذی (Tissue-pack advertising)
این روش از بازاریابی پارتیزانی بسیار ساده اما هوشمندانه است و اولین بار توسط ژاپنی‌ها با این عقیده که " چه کسی دست رد به سینه یک چیز رایگان خواهد زد؟" بکار گرفته شد. در واقع ارائه یک آیتم به‌صورت رایگان به مردم، در حالیکه تبلیغات برندی روی جلد آن باشد، باعث خواهد شد تا آخرین لحظه مصرف، نام برند دیده و تکرار شود.
بازاریابی از طریق بسته دستمال کاغذی، یک ایده خلاق و گیرا بود که بعده‌ها با تغییر شکل به پاکت بسته‌بندی سایر محصولات مانند قوطی کبریت نه فقط دستمال کاغذی، از مرزهای کشور ژاپن خارج و وارد کشورهای دیگر شد. هم‌اکنون در سرتاسر ژاپن بسته‌های دستمال کاغذی به‌طور رایگان به منظور تبلیغات، همواره در اختیار مردم می‌باشد.

### - بازاریابی پارتیزانی پنهان (Undercover marketing/ buzz marketing)
یکی از جالب‌ترین و موثرترین گونه‌های بازاریابی چریکی، بازاریابی پنهان که به بازاریابی دهان به دهان نیز معروف است، می‌باشد. در واقع بازاریابی پنهان تماماً به معنی فروش یک محصول/خدمات به شخصی بدون آنکه خود فرد متوجه شود که تا چند لحظه قبل از ترغیب شدن به خرید، شاهد پیچ فروشی بوده‌است، می‌باشد. بازاریابی پنهان تقریباً مشابه بازاریابی محتوایی است. یک مثال مناسب از این نوع بازاریابی چریکی، تبلیغ جاروبرقی برند لوازم خانگی Miele می‌باشد.

### - بازاریابی پارتیزانی ساختگی (Astroturfing)
این نوع از بازاریابی پارتیزانی مشابه بازاریابی ویروسی بوده با این تفاوت که در نشر تبلیغ، مردم دخیل نمی‌باشند و مجموعه‌ایی از بلاگ‌ها و شبکه‌های اجتماعی وابسته به صاحب برند، به‌طور غیرمستقیم به نشر و وایرال کردن آن می‌پردازند. در این روش کاربران جعلی یا ربات‌های شبکهُ اجتماعی برای تأیید و تصدیق محصولات یک برند اقدام به باز نشر یا صحه گذاری و نوشتن نظر مثبت می‌کنند. این روش در برخی از کشورها دارای قوانین بازدارنده و اعمال جریمه می‌باشد.

### - بازاریابی پارتیزانی جایگزین (Alternative Marketing)
بازاریابی پارتیزانی جایگزین، وقتی رخ می‌دهد که با ایجاد یک اتفاق غیرمنتظره برای کسب و کار خود باعث شویم تا سر صدا به پا شود و در نتیجه منجر به فروش بیشتر یا دیده شدن شویم.
باید توجه داشت که در این نوع از بازاریابی پارتیزانی، اگر مردم متوجه شوند که خود سازمان به‌طور مستقیم در این کمپین دخیل بود، کمپین تبلیغاتی جایگزین تبدیل به یک فاجعه خواهد شد.
از جمله نمونه‌های بازاریابی پارتیزانی جایگزین می‌توان به هک شدن برند Paris Hilton’s Sidekick و در نتیجه، افزایش فروش چشمگیر آن اشاره کرد.

### - بازاریابی پارتیزانی تجربه‌ای (experiential advertising)
در این نوع از بازاریابی، فرصتی را برای مخاطبین فراهم می‌کنیم که حس استفاده از محصول را درک کنند. تقریباً می‌توان گفت، این نوع از بازاریابی پارتیزانی در تمامی شرکت‌ها قابل قبول بوده. از جمله نمونه‌های بازاریابی پارتیزانی تجربه‌ایی می‌توان به برند IKEA اشاره کرد که با قرار دادن مبل‌های خود در ایستگاه‌های اتوبوس هم به مخاطبین فرصت تجربه کردن محصولات خود را داد و هم باعث وایرال شدن این تبلیغ شد.